# Christopher Dotterweich
Christopher Dotterweich (* 24. März 1896 in Newark (New Jersey); † 20. November 1969 in Keansburg) war ein US-amerikanischer Radrennfahrer.

## Sportliche Laufbahn
Dotterweich war Bahnradsportler und Teilnehmer der Olympischen Sommerspiele 1920 in Antwerpen. Er startete in zwei Disziplinen. 
In der Mannschaftsverfolgung kam der Vierer der USA mit Christopher Dotterweich, Anthony Young, Willie Beck und Fred Taylor auf den 8. Platz.
Im Sprint unterlag er im Vorlauf gegen Henri Bellivier und schied im Hoffnungslauf gegen Harold Bounsall aus.